# Figurines mycéniennes de l'Helladique Récent
Les figurines mycéniennes de l'Helladique Récent sont des sculptures mycéniennes en terre cuite datant de 1225 à 1190 av. J.-C.

## Signification
La position des bras de ces figurines et le contexte dans lequel elles ont été retrouvées (lieu de culte) laisse supposer que ces figurines avaient une vocation votive.
Le plus anciennes sculptures sont visiblement des divinités, avec le visage en forme d'oiseau, réalisé par pincement de la face par les doigts du sculpteurs. À la fin de la période Helladique (période HR IIIB2), les figurines prennent un aspect humain.
La position des bras permet de classer les figurines en deux catégories:
- En psi (Ψ), avec les bras relevés.
- En phi (Φ), avec les bras sur la coté du corps.

## Liste de figurines
Liste ci dessous présente quelques figurines mycéniennes de l'Helladique Récent.
| Figurine                                                                                             | Description                                                                                   | Période                             | Lieu de découverte                | Lieu d'exposition                      | Photo |
| Figurine féminine en phi à tête d'oiseau et portant un enfant.                                       | Statuette en terre cuite peinte.                                                              | 1350 à 1300 av. J.-C. HR IIIA2      | Asprochoma, Tomb II.              | Musée archéologique de Mycènes         |       |
| Figurine féminine en phi à tête d'oiseau et portant un enfant. Référence GR 1996.3-25.3.             | Figure féminine en terre cuite peinte.                                                        | 1350 - 1300 av. J.-C. HR IIIA2      |                                   | British Museum                         |       |
| Figurine féminine en phi à tête d'oiseau. Référence GR 1864.2-20.33.                                 | Figure féminine en terre cuite peinte.                                                        | 1350 av. J.-C. HR IIIA              | Milos                             | British Museum                         |       |
| Figurine féminine en phi portant un enfant.                                                          | Figure féminine en terre cuite peinte. Hauteur : 12 cm                                        | Probablement XIIIe siècle av. J.-C. |                                   | Musée archéologique de Nauplie         |       |
| Groupe de trois divinités à tête d'oiseau : deux femmes en phi portant un enfant. Référence MNE 1007 | Ensemble en terre cuite peinte. Hauteur : 13 cm                                               | XIIIe siècle av. J.-C. HR IIIA      |                                   | Musée du Louvre Acquisition de 1995    |       |
| Divinité féminine à tête d'oiseau en psi. Référence GR 1996.3-25.2.                                  | Figure féminine en terre cuite peinte.                                                        | 1300 av. J.-C. HR IIIA2-B1          |                                   | British Museum                         |       |
| Divinité féminine à tête d'oiseau en psi. Référence CA 589                                           | Figure féminine en terre cuite peinte. Hauteur : 13,7 cm                                      | 1280 av. J.-C. HR IIIB1             | Tirynthe,                         | Musée du Louvre Acquisition de 1893    |       |
| Figurine féminine en psi.                                                                            | Figure féminine en terre cuite peinte.                                                        | XIIIe siècle av. J.-C.              |                                   | Musée archéologique de Nauplie         |       |
| Figurine féminine en psi avec colliers.                                                              | Figure féminine en terre cuite peinte.                                                        | XIIIe siècle av. J.-C.              | Midéa                             | Musée archéologique de Nauplie         |       |
| Figurine féminine.                                                                                   | Statuette en terre cuite peinte. La tête est manquante.                                       | 1250 à 1180 av. J.-C. HR IIIB2      | Mycènes,                          | Musée archéologique de Mycènes         |       |
| Divinité féminine aux bras croisés                                                                   | Statuette en terre cuite peinte.                                                              | 1300 à 1250 av. J.-C. HR IIIB1      | Mycènes, mur cyclopéen nord       | Musée archéologique de Mycènes         |       |
| Figurine féminine en phi.                                                                            | Figure féminine en terre cuite peinte. Hauteur 10 cm                                          | Vers 1200 av. J.-C. HR III          |                                   | Walters Art Museum Acquisition de 1945 |       |
| Vase anthropomorphe                                                                                  | Vase à figure féminine en terre cuite peinte.                                                 | 1250 à 1180 av. J.-C. HR IIIB2      | Mycènes, alcove de la salle no 18 | Musée archéologique de Mycènes         |       |
| Divinité féminine à tête d'oiseau en phi                                                             | Statuette en terre cuite peinte.                                                              | 1250 à 1180 av. J.-C. HR IIIB2      | Mycènes, temple salle no 19       | Musée archéologique de Mycènes         |       |
| Figurine féminine                                                                                    | Statuette en terre cuite peinte.                                                              | 1250 à 1180 av. J.-C. HR IIIB2      | Mycènes, salle no 19              | Musée archéologique de Mycènes         |       |
| Figurine anthropomorphe avec un bras levé. Référence AMM 286                                         | Statuette en terre cuite peinte.                                                              | 1250 à 1180 av. J.-C. HR IIIB2      | Mycènes, salle no 19              | Musée archéologique de Mycènes         |       |
| Figurine féminine Référence AMM 291                                                                  | Statuette en terre cuite peinte.                                                              | 1250 à 1180 av. J.-C. HR IIIB2      | Mycènes, salle no 19              | Musée archéologique de Mycènes         |       |
| Figurine féminine aux bras levés, avec un masque ou un maquillage                                    | Statuette en terre cuite peinte.                                                              | 1250 à 1180 av. J.-C. HR IIIB2      | Mycènes, salle no 19              | Musée archéologique de Mycènes         |       |
| Figurine anthropomorphe. Référence AMM 287                                                           | Statuette en terre cuite peinte                                                               | 1250 à 1180 av. J.-C. HR IIIB2      | Mycènes, salle no 19              | Musée archéologique de Mycènes         |       |
| Figurine féminine aux bras levés et au long nez. Référence AMM 288                                   | Statuette en terre cuite peinte.                                                              | 1250 à 1180 av. J.-C. HR IIIB2      | Mycènes                           | Musée archéologique de Mycènes         |       |
| Figurine féminine aux bras levés.                                                                    | Statuette en terre cuite peinte.                                                              | 1250 à 1180 av. J.-C. HR IIIB2      | Mycènes, salle no 32              | Musée archéologique de Mycènes         |       |
| Figurine féminine en psi.                                                                            | Figure féminine en terre cuite peinte.                                                        | Vers 1200 av. J.-C. HR IIIC         |                                   | Musée archéologique de Nauplie         |       |
| Figurine féminine.                                                                                   | Statuette en terre cuite peinte. La partie en dessous du torse, manquante a été reconstituée. | 1250 à 1180 av. J.-C. HR IIIB2      | Mycènes                           | Musée archéologique de Mycènes         |       |